# Ветко, Тамара Ивановна
Тама́ра Ива́новна Ветко́ (12 августа 1927, Симферополь — 3 августа 2016, Киров) — советская и российская театральная актриса, народная артистка РСФСР.

## Биография
Родилась в Симферополе в актёрской семье: мать — актриса К. П. Ветковская, отец — режиссёр И. А. Ветко.
В 1944 году во время Великой Отечественной войны окончила студию при «Симферопольском русском театре драмы и комедии» в оккупированном Крыму, (педагог А. Ф. Перегонец, подпольщица).
В 1944—1946 годах выступала на сцене Читинского драматического театра. Работала в Самарском театре драмы имени М. Горького.
В 1946—1949, 1959—1963 и с 1964 года более 50 лет была актрисой Кировского драматического театра.
В 2012 году вышла на пенсию. Умерла 3 августа 2016 года в Кирове на 89-м году жизни.

## Награды и премии
- Заслуженная артистка РСФСР (1969).
- Народная артистка РСФСР (18.02.1987).
- Премия имени Татьяны Еремеевой «За честь и достоинство» Малого академического театра и администрации Тамбовской области (2009)[3].

## Работы в театре
- «Молодая гвардия» по А. Фадееву — Ульяна Громова
- «Старомодная комедия» А. Н. Арбузова — Лидия Васильевна
- «Гарольд и Мод» К. Хиггинса, Ж.-К. Каррьера — Мод
- «Дорогая Памела» Дж. Патрика — Памела
- «Семейные игры» Н. Птушкиной — Софья Ивановна
- «Деревья умирают стоя» А. Касоны — Эухения
- «Ромул Великий» Ф. Дюрренматта — Юлия
- «Иванов» А. П. Чехова — Авдотья Назаровна
- «Забыть Герострата» Г. Горина
- «Зойкина квартира» М. Булгакова
- «Капкан»